# Caucasia

Bandeira de Caucasia.

Localização de Caucasia, no departamento de Antioquia.

Caucasia é uma cidade e município da Colômbia, no departamento de Antioquia. É um dos municípios mais importantes da região do Baixo Cauca devido a sua privilegiada localização geográfica, próximo da confluência de importantes rios colombianos, como o rio Cauca e o rio Nechí.